# Typhlobelus
Typhlobelus (Тифлобелус) — рід риб з підродини Glanapteryginae родини Trichomycteridae ряду сомоподібні. Має 5 видів. Наукова назва походить від грецьких слів typhlos, тобто «сліпий», belos — «стріла».

## Опис
Загальна довжина представників цього роду коливається від 2,2 до 4 см. Голова трохи сплощена, у деяких видів з одонтодами (шкіряними зубчиками) на морді. Морда качкоподібна. Очі маленькі або повністю відсутні. На голові є 3—4 сенсорних пір. Рот невеличкий, розташовано у нижній частині голови. Має 3—5 зябрових променів. Тулуб витягнутий, тонкий. Скелет сильно окостенілий, складається з 51—71 хребців. Бічна лінія переривчаста. Наділені 1 парою плевральних ребер, або вони повністю відсутні. Спинний, жировий та анальний плавці відсутні. Грудні плавці маленькі. Черевні плавці маленькі або відсутні. Хвостовий плавець витягнутий, забарвлення бліде або прозоре.

## Спосіб життя
Біологія вивчена недостатньо. Зустрічаються в невеличких річках та струмках. Тримаються піщаного дна. Активні у присмерку та вночі. Живляться личинками комах, рослинними залишками.

## Розповсюдження
Мешкають у басейнах річок Оріноко, Шінгу, Токансіс і Ріо-Негро — у межах Венесуели та Бразилії.

## Види
- Typhlobelus auriculatus
- Typhlobelus guacamaya
- Typhlobelus lundbergi
- Typhlobelus macromycterus
- Typhlobelus ternetzi